# هوناب کئو

نماد هوناب کو

هوناب کئو یا هوناب کو یکی از تجلی‌های خدای برتر در دین مایایی است. خدای برتر و آفریدگار جهان در تفکر مایاها حالت تثلیثی داشت و به صورت کوکولکان یا هوناب کو یا ایتزامنا جلوه‌گر می‌شد. نام هوناب کو در متون متاخر مانند کتاب چیلام بالام رفته‌است و این اعتقاد نیز وجود دارد که این‌ها پیشتر ایزدانی جداگانه بوده‌اند و همگی زیر نظر ایتزامنا قرار داشته‌اند اما تحت تأثیر مسیحیت، به ویژه فرقه فرانسیسکن، با ایتزامنا یکی شده و نوعی تثلیث پدید آمده‌است.

## ریشه نام
هوناب کو در زبان مایایی معنی خدای یکتا و خدای تنها را می‌دهد. نخستین باری که نام هوناب کو ذکر شده‌است در یک واژه‌نامه به نام موتول بوده که در آمریکای مرکزی و در سده شانزدهم نگاشته شده‌است. در آن واژه‌نامه در مدخل نام هوناب کئو چنین آمده‌است: "تنها خدای زنده و حقیقی و خدای برتر نزد مردم یوکاتان، او دیده و نمایان نمی‌شود چرا که غیرمادی است".